# Landgoed Backershagen

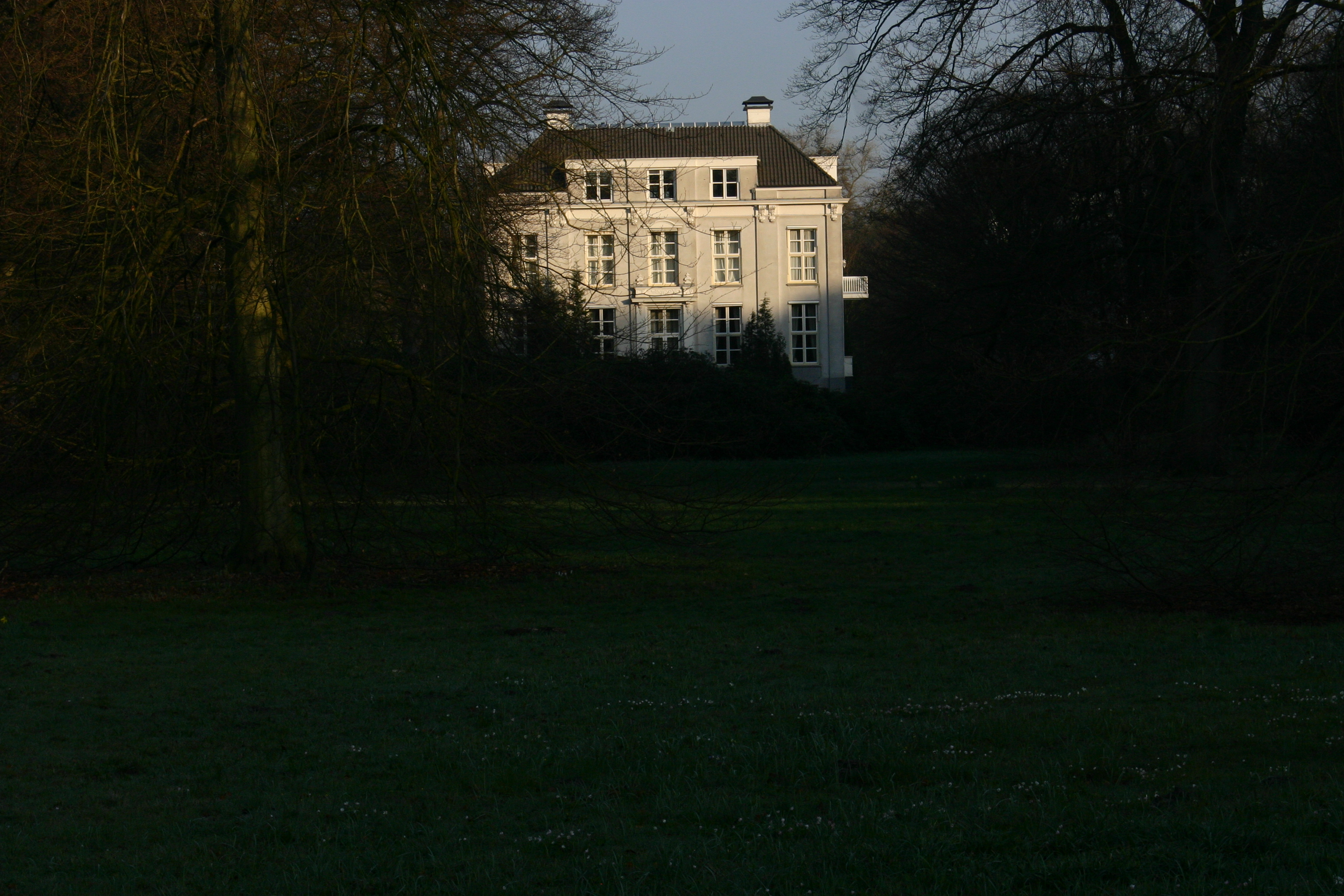
De achterkant vanaf de N44

Backershagen is een landgoed in Wassenaar. Het ligt tussen Rijksstraatweg N44 en de Backershagenlaan.

## Landgoed Backershagen en haar bewoners
Bekend is dat er rond 1400 op deze plaats werd gewoond. 

Op 25 mei 1681 kocht Dr Joan van Wassenaer uit Amsterdam uit een failliete boedel 17 hectare grond in Wassenaar met een woning, een schuur, een boomgaard en een hooiberg. Hij bouwde er een boerderij maar overleed op 1 september van datzelfde jaar. De weduwe bleef er wonen tot zij op 12 mei 1723 op 68-jarige leeftijd overleed.
In 1723 erfde Maria Clara van der Hagen (Leiden, 17 juni 1703 - 12 maart 1765) het landgoed van haar grootmoeder, samen met haar broer Petrus en haar zuster Johanna Elisabeth. Hun vader Johannes werd in 1704 predikant in Amsterdam, en woonde aan de Leliegracht, hun moeder Clara Elisabeth (8 juni 1677 - 9 mei 1705) was kort daarna op 27-jarige leeftijd overleden en de grootmoeder had zich over haar kleinkinderen ontfermd.

#### Cornelis Backer en Maria Clara van der Hagen
Maria Clara trouwde op 14 december 1723 met Cornelis Backer (22 juli 1693-26 maart 1775), een van de zes kinderen van Mr Willem Backer en Magdalena de la Court. Cornelis en zijn echtgenote woonden eerst in Amsterdam, waar hij in 1723 schepen was geworden. De boerderij was verhuurd maar had enkele kamers waar zij konden logeren. Rond 1726 besloot Cornelis Backer zijn beide zwagers uit te kopen. De acte werd in 1728 getekend. Ook kocht hij een naast Backershagen gelegen stuk land bij van 11 hectare, waarop een stenen boerderij stond met aangebouwde stallen. In de 15de eeuw stond deze hoeve bekend als de Capoenshoeve of Capoenshofstede, genoemd naar een voormalige bewoner, Jacob Capoens, die er rond 1400 woonde.
Cornelis Backer begon plannen te maken om naast de hoeve een herenhuis te bouwen; het huis kwam in 1731 klaar en werd tezamen met de bijgebouwen omringd door een gracht. De oprijlaan van oude eiken werd verlegd, en vier van de oude eiken werden verplaatst en leven nog steeds. Langs de nieuwe oprijlaan werden jonge linden geplant en het ijzeren toegangshek dateert uit deze periode.
Pas na 20 jaar huwelijk kregen Cornelis en Maria Clara een zoon, Willem Jan (8 augustus 1744) en een dochter Clara Elisabeth (26 mei 1746). Enkele jaren later namen ze Johanna Mieris in huis, de kleindochter van schilder Frans van Mieris. Haar vader Willem van Mieris, die op latere leeftijd blind werd, woonde ook op Backershagen en overleed daar in januari 1747. Willem Jan en Clara Elisabeth stierven ongehuwd.
In 1748 werden alle regenten van Amsterdam door Willem IV ontslagen, waarna Cornelis Backer permanent op Backershage woonde. Na Maria Clara's overlijden in 1765 begon hij het park aan te leggen met allerlei beekjes, en in 1771 kwam er een theekoepel en in 1772 een Anglo–Chinese tuin met een hertenhuisje bij. Ook liet hij een schelpengrot bouwen. Toen dit alles voltooid was werd de naam van de buitenplaats veranderd in Backers-Hagen. Enkele jaren voor zijn overlijden kocht hij, op naam van zijn twee kinderen, nog ongeveer 25 hectare bij. De akte werd in 1772 getekend. Er stond een stenen boerderij met aangebouwde stal op, en er waren twee hooibergen. Verder was het vrij kaal, wat hij niet erg vond want hij wilde hiermee zijn park uitbreiden.
Hij was inmiddels zeer slechtziend en overleed in 1775, net als Maria Clara op Backershagen.
Zijn kinderen, die naast Backershagen al 25 hectare grond hadden, kregen Backershagen. Willem overleed in 1780, Clara Elisabeth moderniseerde de oude boerderij en liet daar een kamer in Louis XIV-stijl inrichten.

#### Prins Frederik

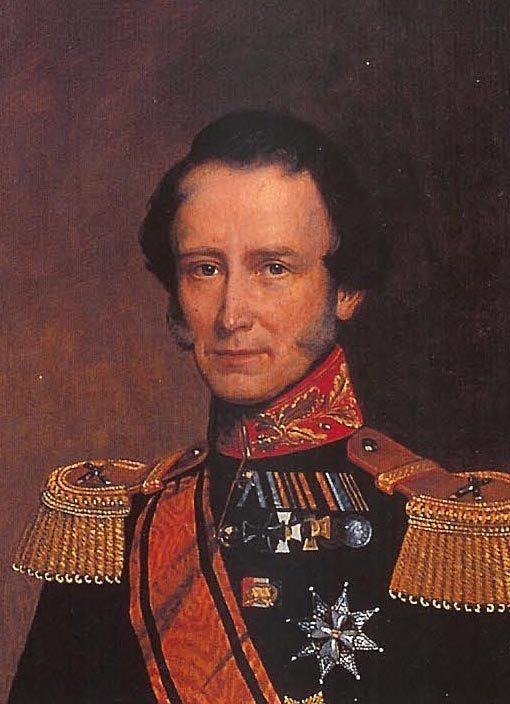
Prins Frederik

In 1837 werd Backershagen verkocht aan de 51-jarige Jhr mr Jan de la Bassecour Caan en zijn echtgenote Jkvr. Maria Charlotte Jacoba van der Heim (geboren 5 januari 1796, overleden in 1866), ver familielid van de familie Backer. De Caans hadden vijf dochters en twee zonen, toch is die familie inmiddels uitgestorven. In deze periode kocht Prins Frederik het aangrenzende landgoed de Paauw waar hij ging wonen. Caan overleed in 1842. Mevrouw Caan verkocht Backershagen aan prins Frederik in 1846. Hij woonde er tijdens de wintermaanden, terwijl hij 's zomers op Huize De Paauw woonde. De prins was al eigenaar van Raaphorst en Ter Horst, beide aan de andere kant van de huidige A44, in 1854 kocht de prins ook Groot-Haesebroek en boerderij De drie Papagaaien. Hij liet door Zocher Jr Engelse landschapstuinen aanleggen die voor een groot deel onaangetast zijn. Zocher kapte bijna alle linden van de oprijlaan, en legde vijvers en boomgroepen aan.
Om van Backershagen en De Paauw een geheel te maken werd de sloot die beide landgoederen scheidde, grotendeels gedempt. In 1877 werd de boerderij op Backershagen afgebroken en het huis verkleind, aangezien het huis meer voor gasten bestemd was, de kas en de stallen bleven.
Ook Prins Hendrik, broer van Willem III, gebruikte Backershagen veel als zomerverblijf. Toen bleek dat het te klein geworden was, werd er aan de linker kant een uitbouw gemaakt. Deze kon de voordeur vervangen, waarna van de hall een salon werd gemaakt. Als zeeman had prins Hendrik veel gereisd en o.a. een bijzondere pioensoort meegenomen, die in de kassen van Backershagen werd gekweekt.
De eerste echtgenote van prins Hendrik, prinses Amalia, kwam twintig jaar lang regelmatig op Backershagen, ook nadat Prins Hendrik in 1849 stadhouder in Luxemburg werd. Zij zal ook vaak bezocht zijn door haar goede vriendin koningin Sophie. Na het overlijden van Prins Frederik was het landgoed van zijn jongste dochter Prinses Marie (1841-1910), getrouwd met prins Wilhelm von Wied. Haar oudste zuster was toen al koningin van Zweden. Zij verkocht in 1898 Groot-Haesebroek aan een particulier en Raaphorst, Ter Horst en Eikenhorst in 1903 aan de koningin. Backershagen en De Paauw bleven over en werden pas na haar dood verkocht.

#### Splitsing
Backershagen stond dus jarenlang leeg voordat het weer werd verkocht. Het werd nu opgesplitst in drie landgoederen: Backershagen, Wiltzanck en de Hartenkamp. Backershagen behield het huis, de dienstwoning, de schelpengrot en 24 hectare grond. De theekoepel en de daarbij gebouwde keermuur hoorden bij de Wiltzanck.
In 1935 werd het huis gemoderniseerd, maar op 21 januari 1974 werd het door brand verwoest, waarna het park werd verwaarloosd. In 1985 werd het huis afgebroken en in oude stijl opgebouwd, het was in 1987 klaar. Aan beide zijden van het voorplein werden appartementen gebouwd.
De toegang tot het landgoed is aan de Backershagenlaan, naast het Rijnlands Lyceum. Er is een gietijzeren hek bij de brug.
In 2024 overleed Janis Lambertus Dekker op het landgoed. Hij werd 83 jaar.

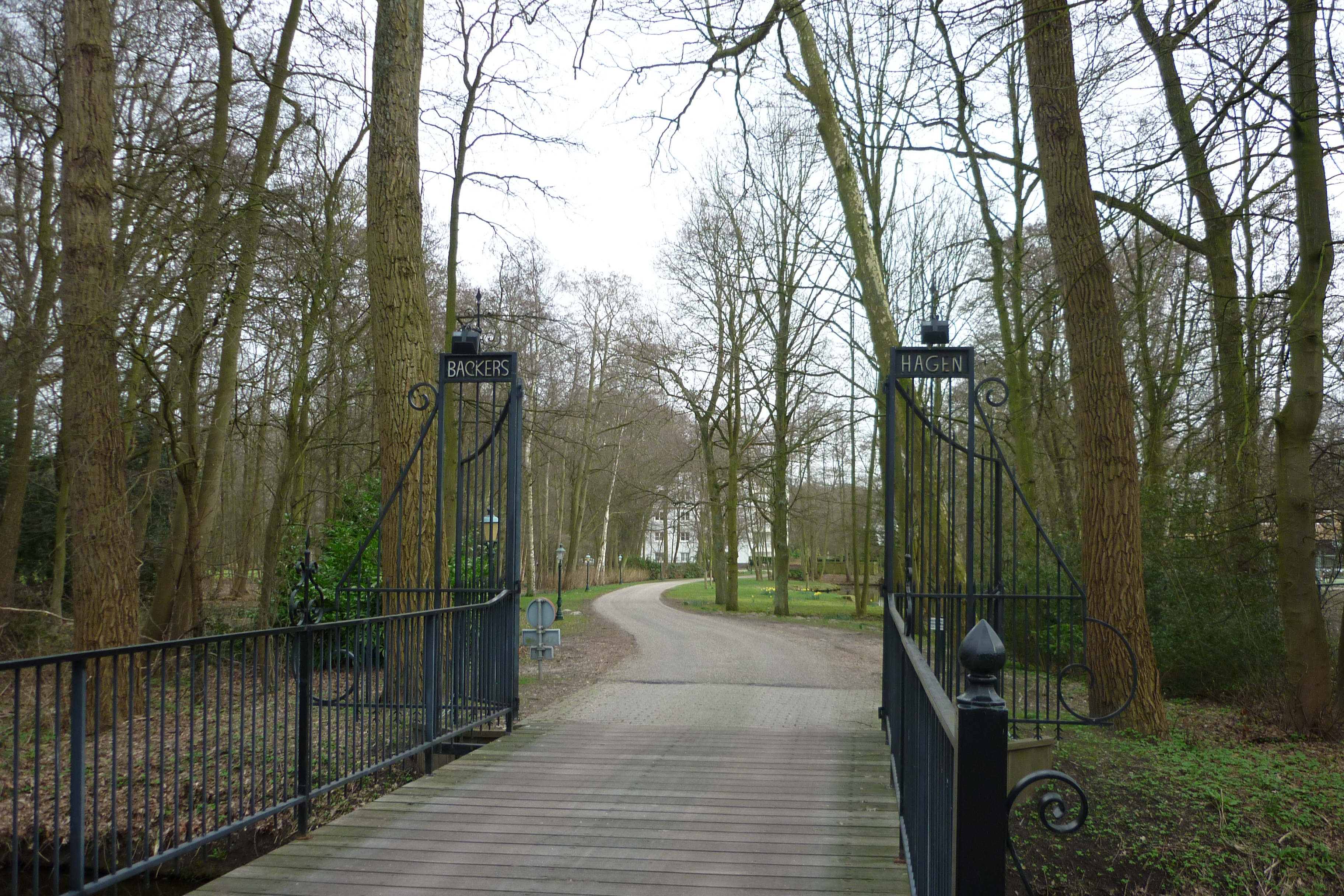
Toegangshek Backershagen
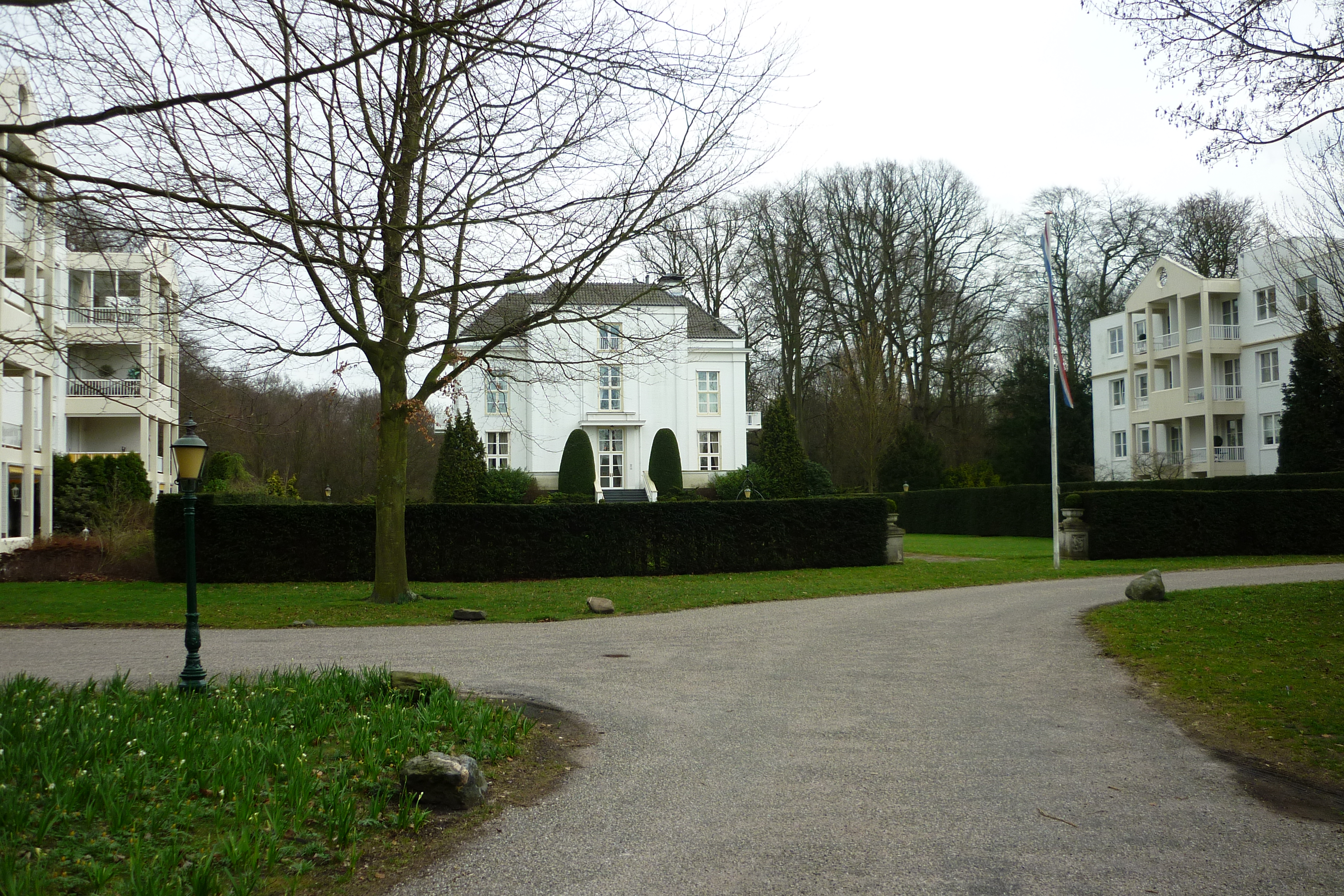
Huis met twee bijgebouwen
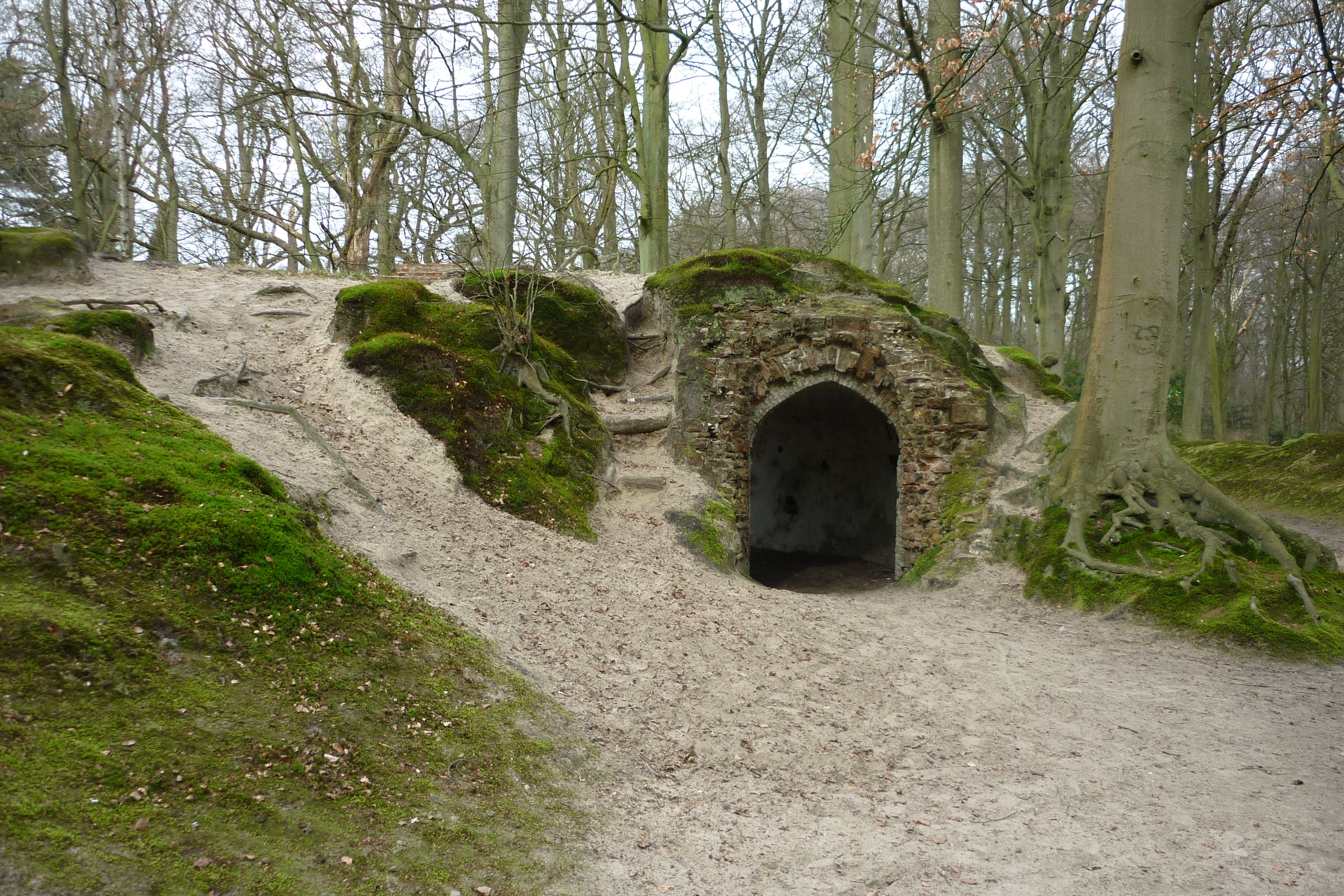
Schelpengrot
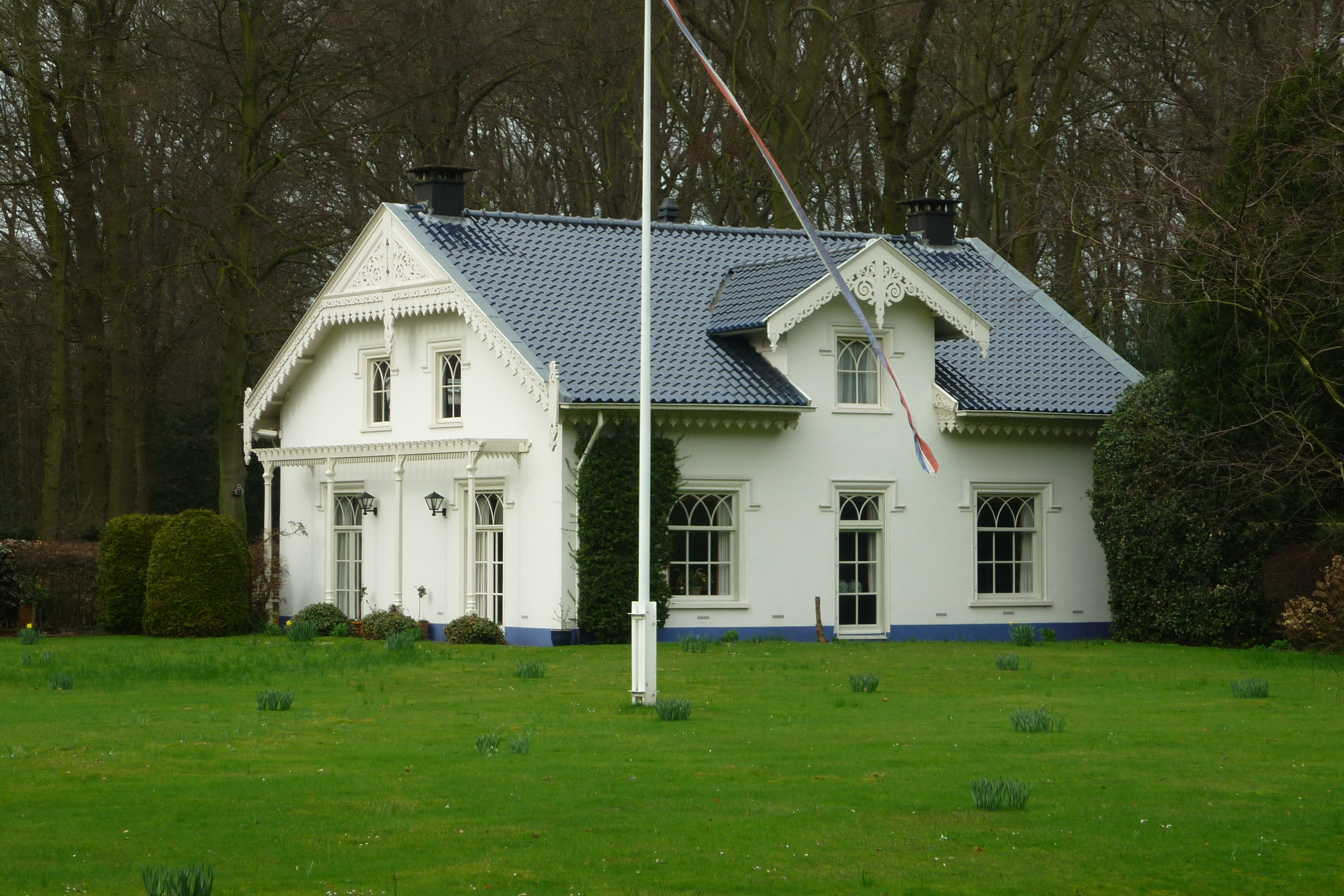
Hovenierswoning

## Landgoed de Wiltzanck
Sinds 1910 is de Wiltzanck een apart landgoed. Hiertoe behoort de theekoepel en de keermuur. Hier woonde Tweede Kamerlid Sydney van den Bergh (o.a. in 1938).

## Landgoed de Hartenkamp
Sinds 1910 is dit landgoed ook afgescheiden van Backershagen. Backershagen ligt ten noorden van het Rijnlands Lyceum, de Hartenkamp ligt ten zuiden hiervan.

## Monumenten

#### Het park
Het park werd aangelegd door Zocher Jr. De parkaanleg heeft de status van rijksmonument.

#### De schelpengrot
De ruïne van dit bouwwerk ligt op een soort schiereiland en ligt onder een heuvel die met veel verschillende mossen begroeid is. Dit bouwwerk, ook wel de hermitage genoemd, werd gebouwd in 1775 door Cornelis Backer. Binnen was een stookplaats. De ruïne werd in 2007 een gemeentelijk monument en in 2008 opgeknapt.

#### De theekoepel
De theekoepel werd in 1771 gebouwd door Cornelis Backer. Het gebouw, nu een rijksmonument, ligt op een hoge kunstmatige heuvel en is goed zichtbaar vanaf de A44. Het gebouw bestaat uit twee verdiepingen. De trap ligt verscholen achter een paneel. Over dit gebouw schreef C. Johan Kieviet het jeugdboek De geheimzinnige koepel (1918). De voormalige hovenierswoning ligt eveneens dicht bij de Rijksstraatweg.

#### De keermuur
Als prins Frederik van Huize De Pauw naar Backershagen liep, ging hij over het pad dat langs de theekoepel voerde. Aangezien de heuvel dreigde te verzakken, liet hij een keermuur aanleggen door twee Duitse architecten, Eduard Petzold en Hermann Wentzel. De muur werd aan de bovenkant afgewerkt door een bakstenen leuning. De keermuur werd in 2007 gemeentelijk monument, waarna hij in 2008 werd gerestaureerd.

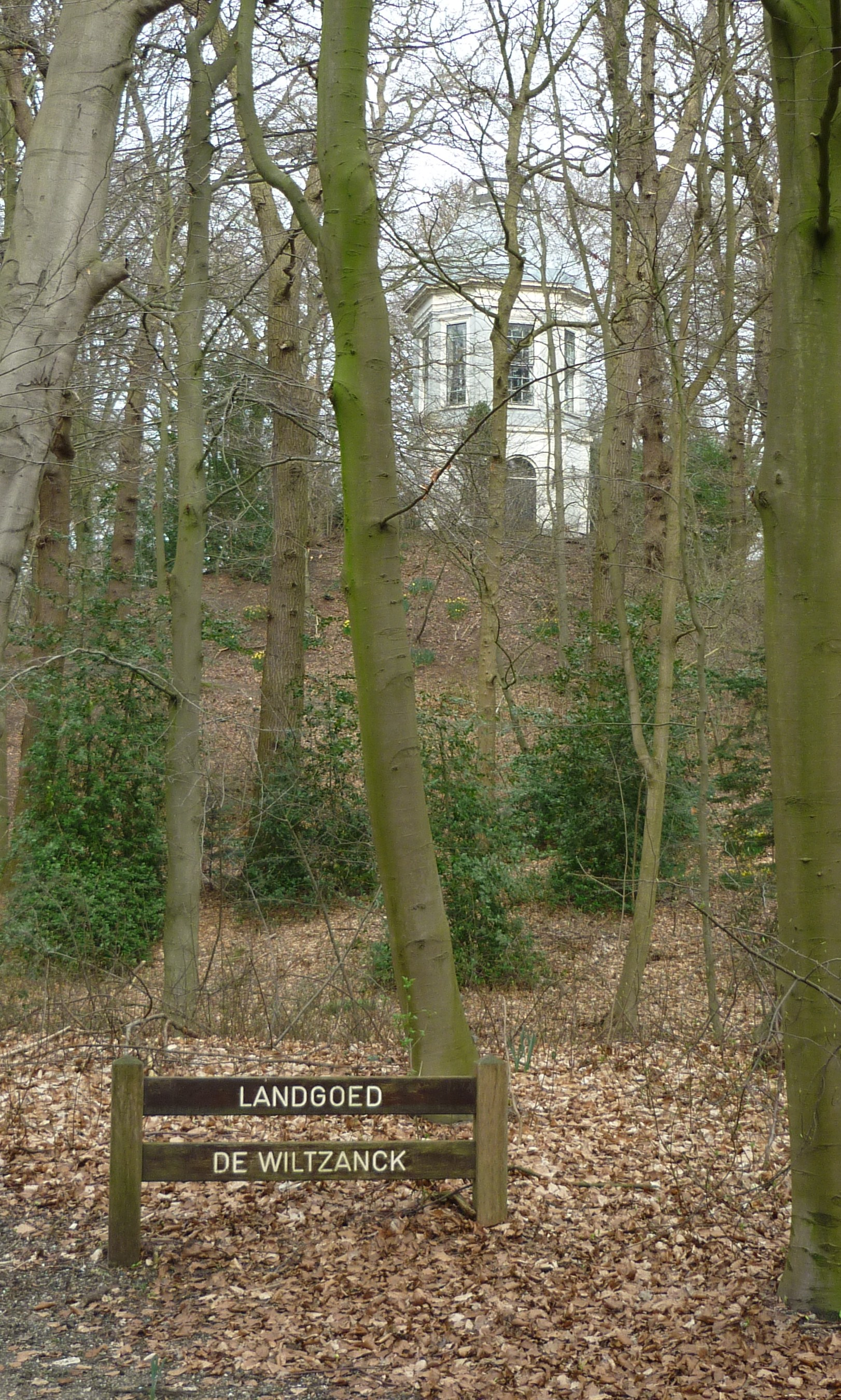
Naambord en theekoepel
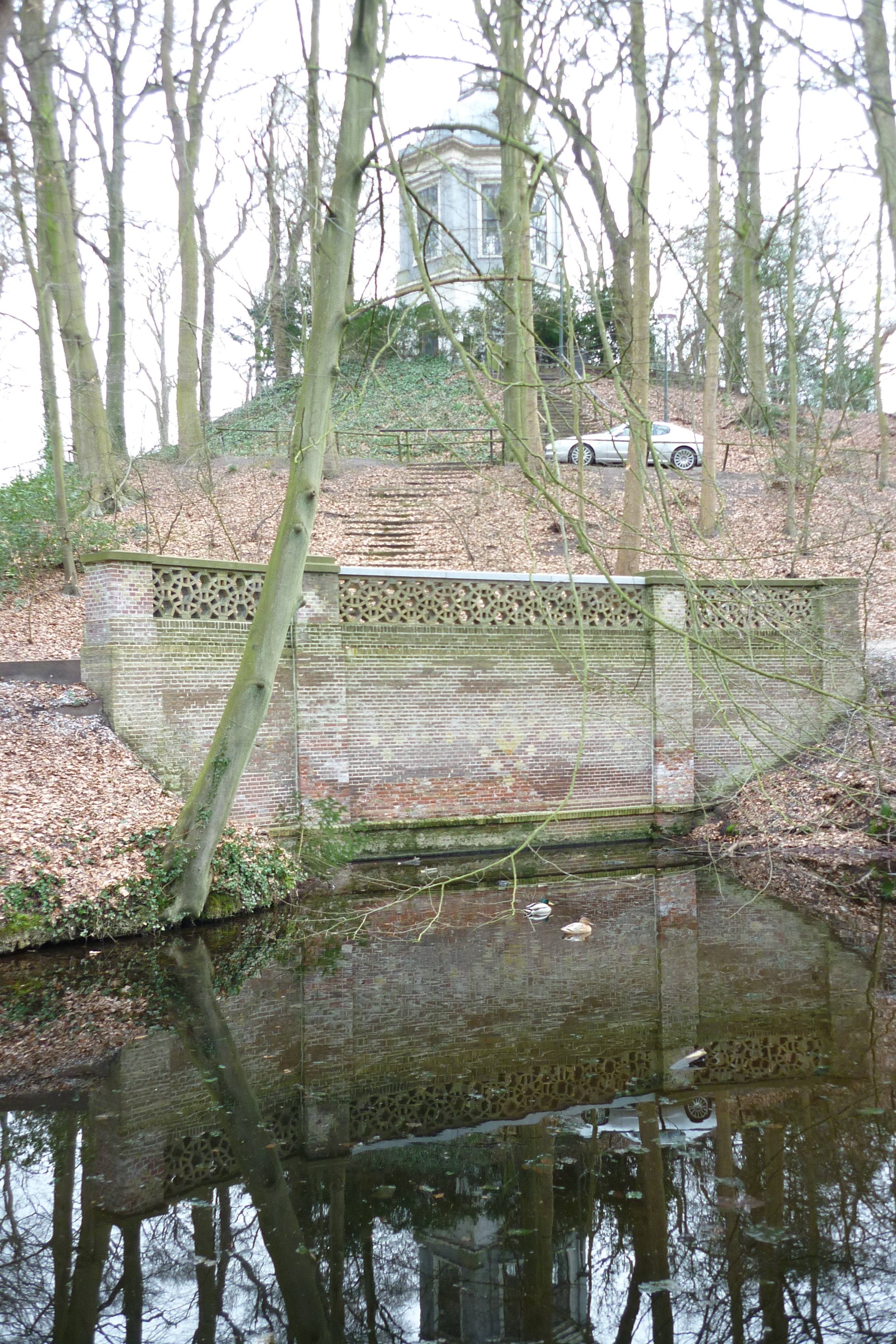
Keermuur en theekoepel
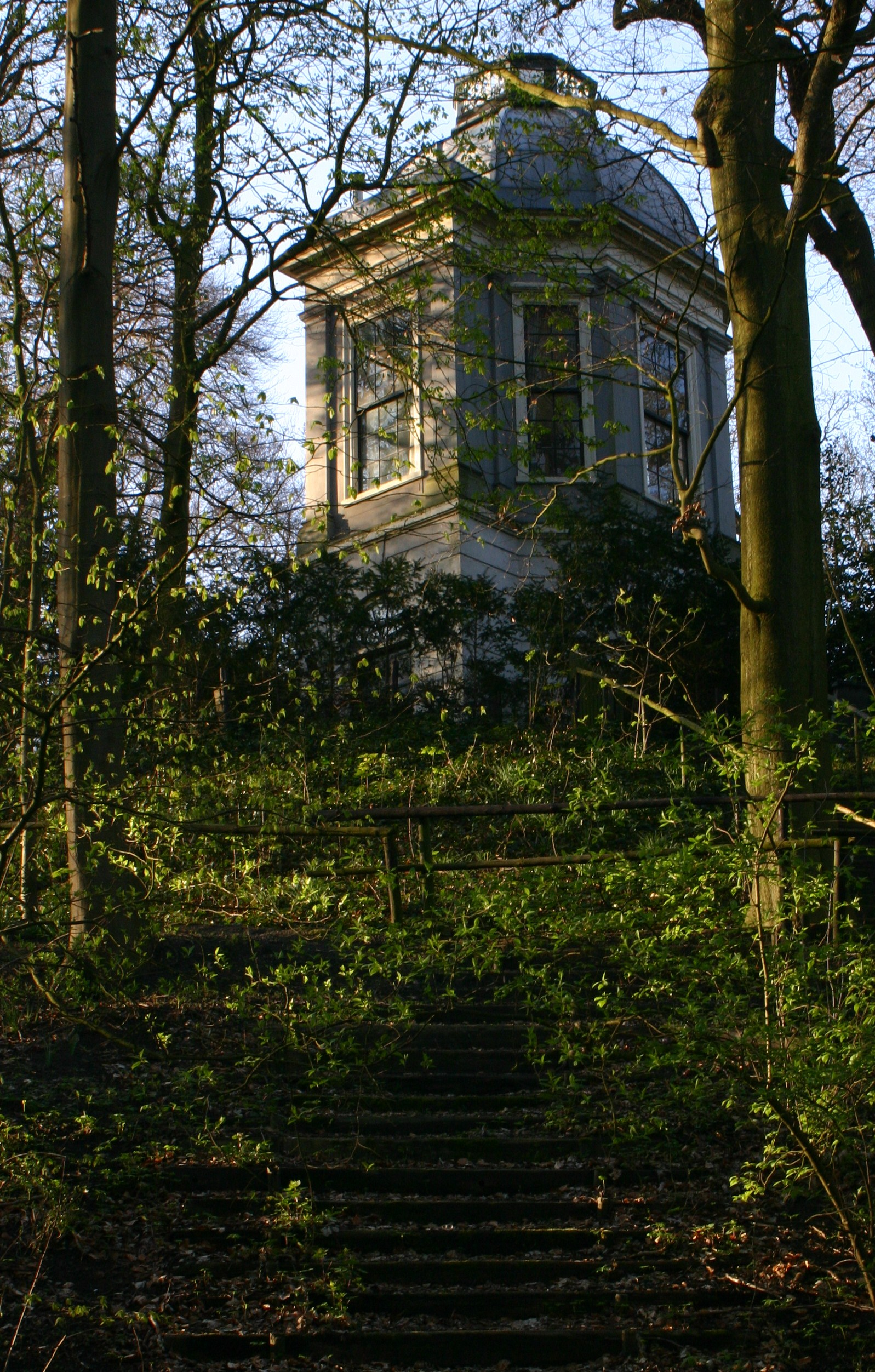
Theekoepel

## Rijksmonument
In 2007 wees de toenmalige minister van Onderwijs en Cultuur het landgoed aan als monument. In 2011 deed de rechter de uitspraak dat het landgoed een monument zou blijven. De eigenaren hadden andere plannen met het park.

## Trivia
- Abraham Hopman vloog in 1804 als eerste Nederlander met een ballon. Hij steeg op vanaf het terrein van "De Unie" in Rotterdam en landde na 50 minuten in Schiedam. In Schiedam werd hij uit de mand geslagen, waarna de lege ballon zijn tocht vervolgde tot landgoed Backershagen.
- De huidige A44, die Backershagen scheidt van Ter Horst en Raaphorst, en Den Haag via Haarlem met Amsterdam verbindt, werd in 1776 bestraat. Langs de Hartenkamp en de Wiltzanck werden iepen geplant, bij Backershagen staan al eiken. De grens tussen het oude Backershagen en het in 1772 bijgekochte nieuwere deel is hierdoor nog steeds te zien.